# ان‌جی‌سی ۳۵۴
ان‌جی‌سی ۳۵۴ (انگلیسی: NGC 354) نام یک کهکشان مارپیچی در صورت فلکی ماهی است.